# فلمینگتون (میسوری)
فلمینگتون (به انگلیسی: Flemington) یک روستا (ایالات متحده آمریکا) در ایالات متحده آمریکا است که در شهرستان پالک، میزوری واقع شده‌است.
 فلمینگتون ۰٫۸۶ کیلومتر مربع مساحت و ۱۴۸ نفر جمعیت دارد و ۳۴۴ متر بالاتر از سطح دریا واقع شده‌است.